# Kipende (langue)
Pour les articles homonymes, voir Pende.
Le pende ou kipende (giphende en pende) est une langue bantoue parlée par la population pende dans les territoires de Gungu et d’Idiofa de la province du Kwilu et dans la province du Kasaï en République démocratique du Congo.